# Anne Bradstreetová
Anne Bradstreetová (rodným příjmením Dudleyová; 8. března 1612, Northampton – 16. září 1672, North Andover) byla americká básnířka narozená v Anglii. Bývá označována za první spisovatelku v anglických severoamerických koloniích a první puritánskou postavu v americké literatuře.

## Život
Byla dcerou Thomase Dudleyho, guvernéra Massachusetts Bay Colony. I její manžel Simon Bradstreet, kterého si vzala v šestnácti letech, se stal později guvernérem Massachusetts. Rodina přišla do Ameriky roku 1630, v Anniných osmnácti letech. Annin otec i její manžel se zasloužili o založení Harvardovy univerzity v roce 1636. Na svou dobu byla vzdělanou ženou, protože se učila historii, několika jazykům a literatuře. Její osobní knihovna údajně čítala více než 800 knih.
Její první sbírka The Tenth Muse Lately Sprung Up in America, vydaná v Londýně roku 1650, jí proslavila v Americe i v Anglii, byť zároveň vyvolala značnou kritiku, zejména v puritánských kruzích, které odklon ženy od mateřských a manželských úkolů vnímaly jako nepatřičný. Asi i proto Bradstreetová tvrdila, že švagr nechal její texty v Anglii vydat bez jejího vědomí, což později mnozí literární badatelé zpochybnili.
V závěru života byla pronásledována tragédiemi, jednak vyhořel jejich dům, a pak také ochrnula, patrně v důsledku neštovic. Trpěla také tuberkulózou. Přesné umístění jejího hrobu je nejisté.
Posmrtně byla vydána sbírka Several Poems Compiled with Great Variety of Wit and Learning, jež obsahuje jednu z jejích nejslavnějších básní To My Dear and Loving Husband. Zejména ty intimnější z jejích básní jsou věnovány tématům, o nichž se poezie do té doby nepsala - například jejím myšlenkám a pocitům před porodem nebo její reakci na smrt vnoučete. Sbírka jejích náboženských veršů Contemplations vyšla až v polovině 19. století. Ačkoli byla oddanou puritánkou, z jejích básní je patrné, že v otázce spásy trpěla jistými pochybnostmi.